# Camponotus subcircularis
Camponotus subcircularis är en myrart som beskrevs av Carlo Emery 1920. Camponotus subcircularis ingår i släktet hästmyror, och familjen myror. Inga underarter finns listade.